# Coprosma barbata
Coprosma barbata är en måreväxtart som beskrevs av Utteridge. Coprosma barbata ingår i släktet Coprosma och familjen måreväxter. Inga underarter finns listade i Catalogue of Life.